# Ghiacciaio Kongur

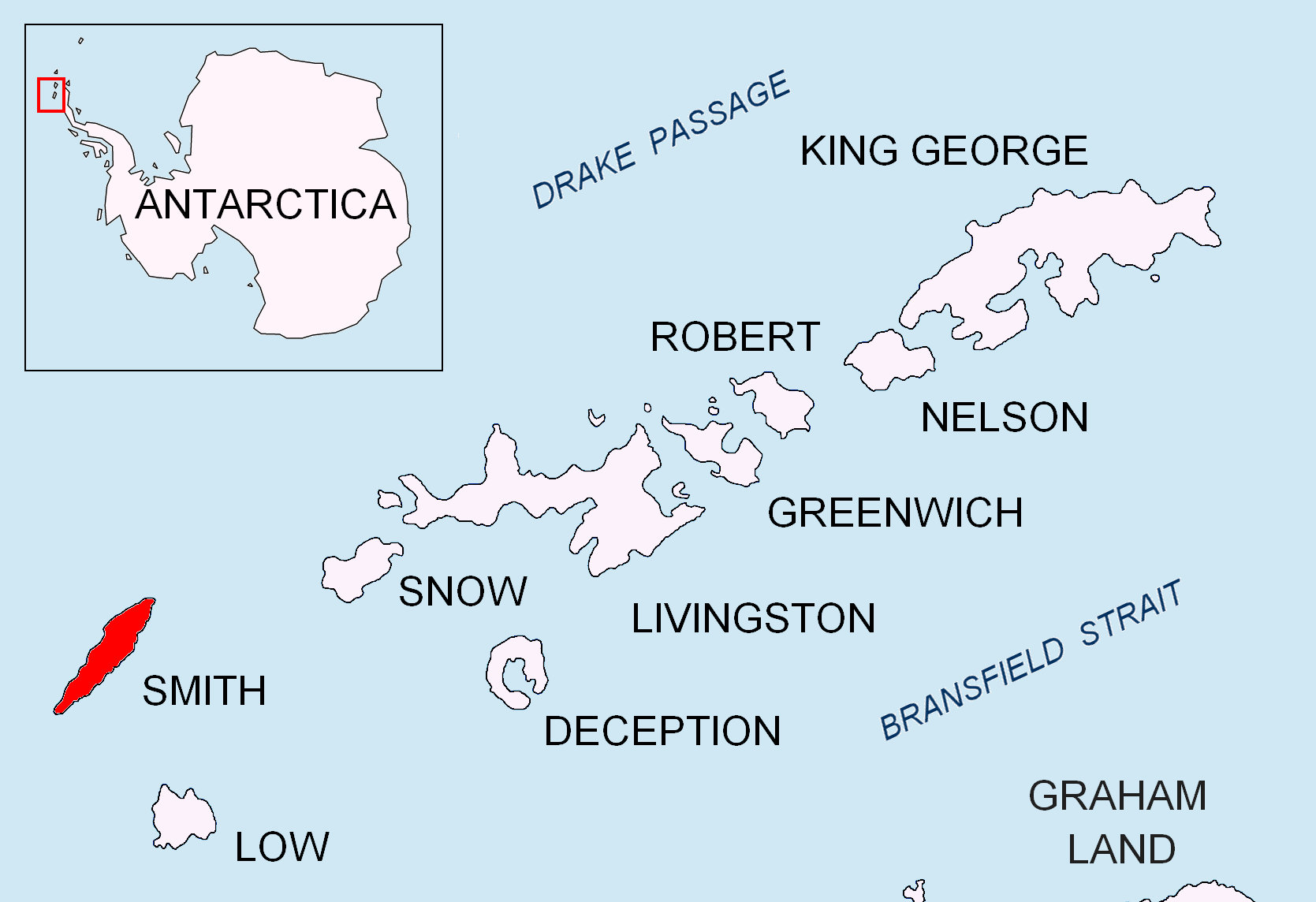
Localizzazione dell'Isola Smith, nelle Isole Shetland Meridionali.

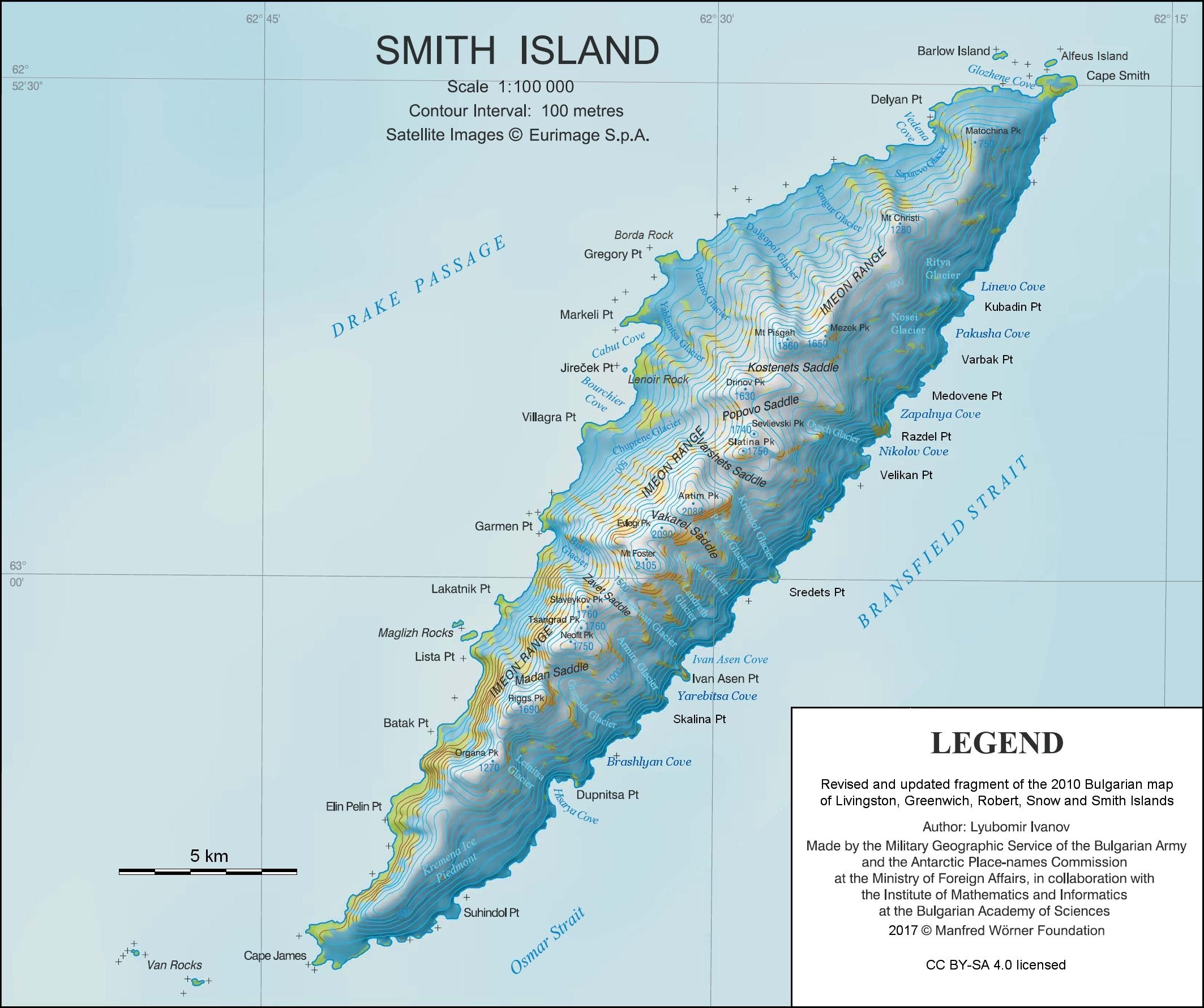
Mappa topografica dell'Isola Smith. Il Ghiacciaio Kongur si trova nella parte superiore dell'immagine, verso la costa occidentale dell'isola.

Il Ghiacciaio Kongur (in lingua bulgara: ледник Конгур, Lednik Kongur) è un ghiacciaio antartico, lungo 2,7 km, che drena le pendici nordoccidentali dell'Imeon Range, catena montuosa che occupa la parte interna dell'Isola Smith, che fa parte delle Isole Shetland Meridionali, in Antartide.

## Localizzazione
Il ghiacciaio è situato a nordest del Ghiacciaio Dalgopol e a sudovest del Ghiacciaio Saparevo. Drena le pendici nordoccidentali dell'Imeon Range; fluisce a ovest del Monte Christi e va a sfociare nel Canale di Drake.
Il ghiacciaio è centrato alle coordinate 62°54′23″S 62°25′48″W. Mappatura bulgara del 2009. 

## Denominazione
La denominazione è stata assegnata dalla Commissione bulgara per i toponimi antartici in onore del monte e della riserva naturale di Kongur, situata nella regione montuosa della Belasica, nella parte sudoccidentale della Bulgaria.

## Mappe
- Chart of South Shetland including Coronation Island, &c. from the exploration of the sloop Dove in the years 1821 and 1822 by George Powell Commander of the same. Scale ca. 1:200000. London: Laurie, 1822.
- L.L. Ivanov. Antarctica: Livingston Island and Greenwich, Robert, Snow and Smith Islands. Scale 1:120000 topographic map. Troyan: Manfred Wörner Foundation, 2010. ISBN 978-954-92032-9-5 (First edition 2009. ISBN 978-954-92032-6-4)
- South Shetland Islands: Smith and Low Islands. Scale 1:150000 topographic map No. 13677. British Antarctic Survey, 2009.
- Antarctic Digital Database (ADD). Scale 1:250000 topographic map of Antarctica. Scientific Committee on Antarctic Research (SCAR). Since 1993, regularly upgraded and updated.
- L.L. Ivanov. Antarctica: Livingston Island and Smith Island. Scale 1:100000 topographic map. Manfred Wörner Foundation, 2017. ISBN 978-619-90008-3-0